# Joseph Arthur
Joseph Arthur (* 28. září 1971) je americký zpěvák a kytarista. Své první album nazvané Big City Secrets vydal v roce 1997. Vydala jej společnost Real World Records a přispěl na něj například vlastník této společnosti Peter Gabriel nebo Brian Eno. Později vydal řadu dalších alb. V roce 2014 vydal desku Lou obsahující písně od Lou Reeda, který v předchozím roce zemřel. Od roku 2006 je aktivní v projektu The Lonely Astronauts, následně založil superskupiny Fistful of Mercy (2010) a RNDM (2012). Rovněž přispěl coververzí písně „Shock the Monkey“ na album And I'll Scratch Yours věnované Peteru Gabrielovi.